# Tina Live
Tina Live è un album dal vivo/DVD della cantante statunitense naturalizzata svizzera Tina Turner pubblicato nel settembre 2009.
La registrazione si è svolta il 21 marzo 2009 in occasione del concerto tenuto ad Arnhem (Paesi Bassi).

## Tracce
Disco 1 – Audio
1. Steamy Windows – 4:26 (Tony Joe White)
2. River Deep - Mountain High – 3:53 (Phil Spector, Jeff Barry, Ellie Greenwich)
3. What You Get Is What You See – 4:02 (Terry Britten, Graham Lyle)
4. Better Be Good to Me – 6:25 (Holly Knight, Nicky Chinn, Mike Chapman)
5. What's Love Got to Do with It – 3:39 (Britten, Lyle)
6. Private Dancer – 6:29 (Mark Knopfler)
7. We Don't Need Another Hero (Thunderdome) – 5:10 (Britten, Lyle)
8. Let's Stay Together – 4:07 (Willie Mitchell, Al Green, Al Jackson Jr.)
9. Jumpin' Jack Flash – 1:47 (Mick Jagger, Keith Richards)
10. It's Only Rock 'n Roll (But I Like It) (feat. Lisa Fischer) – 3:22 (Jagger, Richards)
11. GoldenEye – 4:07 (Bono, The Edge)
12. Addicted to Love – 4:53 (Robert Palmer)
13. The Best – 5:06 (Chapman, Knight)
14. Proud Mary – 9:51 (John Fogerty)
15. Nutbush City Limits – 7:34 (Tina Turner)

## DVD
Disco 2 – Video
1. Introduction Music (Instrumental)
2. Steamy Windows
3. Typical Male
4. River Deep - Mountain High
5. What You Get Is What You See
6. Better Be Good to Me
7. Ninja Chase (Instrumental)
8. Acid Queen
9. What's Love Got to Do with It
10. What's Love Got to Do with It (reprise with audience)
11. Private Dancer
12. weapons sequence (Instrumental)
13. We Don't Need Another Hero (Thunderdome)
14. Help!
15. Let's Stay Together
16. Undercover Agent for the Blues
17. I Can't Stand the Rain
18. Jumpin' Jack Flash
19. It's Only Rock 'n Roll (But I Like It) (feat. Lisa Fischer)
20. Flamenco/009 Encounter (Instrumental)
21. GoldenEye
22. Addicted to Love
23. The Best
24. Proud Mary
25. Nutbush City Limits
26. Be Tender with Me Baby